# Pyrgocorypha
Pyrgocorypha es un género de saltamontes longicornios de la subfamilia Conocephalinae con alrededor de 16 especies. Se distribuye en América y Asia.

## Especies
Las siguientes especies pertenecen al género Pyrgocorypha:
- Pyrgocorypha annulatus (Karny, 1907)
- Pyrgocorypha formosana Matsumura & Shiraki, 1908
- Pyrgocorypha gracilis Liu, 1997
- Pyrgocorypha hamata (Scudder, 1878)
- Pyrgocorypha mutica Karny, 1907
- Pyrgocorypha nigridens (Burmeister, 1838)
- Pyrgocorypha parva Liu, 2012
- Pyrgocorypha philippina Hebard, 1922
- Pyrgocorypha planispina (Haan, 1843)
- Pyrgocorypha rogersi Saussure & Pictet, 1898
- Pyrgocorypha sallei (Saussure, 1859)
- Pyrgocorypha shirakii Karny, 1907
- Pyrgocorypha sikkimensis (Karny, 1907)
- Pyrgocorypha subulata (Thunberg, 1815)
- Pyrgocorypha uncinata (Harris, 1841)
- Pyrgocorypha velutina Redtenbacher, 1891